# Mysateles meridionalis
Mysateles meridionalis (південна хутія) — вид гризунів підродини хутієвих. Проживає в рівнинних лісах південно-західної частини острова Ісла-де-ла-Хувентуд. Існує підозра, що в природі залишилось менше 250 особин цього виду; його мало хто бачив, не зважаючи на ряд експедицій. Можливо будує гнізда або сховища з рослин, що в'ються.